# アウルハウス
『アウルハウス』（原題：The Owl House）は、ディズニー・チャンネルで放送されているアニメーション番組である。アメリカ合衆国では2020年1月10日に、日本では2020年7月23日にディズニー・チャンネルで放送開始。また、日本では2022年にDisney+でも配信開始となった。

## あらすじ
想像力豊かでファンタジーの世界に憧れる14歳の少女・ルースは、お気に入りのファンタジー小説「よい魔女 アズーラ」を持ち去ったフクロウの後を追い魔界への扉をくぐってしまう。扉を出た先に広がるボイリング島にて、ルースは破天荒な魔女・アウルレディのイーダと元魔界の王を自称する小さな妖魔・キングと出会う。自分と似たように変わり者でありながらも互いに支え合い生きているふたりの様子に感銘を受け、自分もアズーラのようになりたいと魔女になるための修行をさせてもらうことを頼み込むが、人間は魔女にはなれないとイーダに断られてしまう。しかしその後ルースのおかげでピンチを乗り越えられたことを機に、(キングの世話を始めとする日頃の手伝いもやることを条件に)イーダはようやく頼みを承諾する。
こうして、イーダとキングが過ごす館「アウルハウス」で暮らしながら立派な魔女を目指すルースの魔界での日常が始まった。

## 登場人物

### アウルハウス
ルース・ノセダ（Luz Noceda）
声 - 竹内恵美子 / 英 - サラ・ニコル・ロブルズ
本作の主人公。想像力豊かで空想することとファンタジーなものをこよなく愛する、ドミニカ系アメリカ人の14歳の少女。愛読書は「よい魔女 アズーラ」シリーズ。人間界では変わり者として同世代の他の子たちとなかなか馴染めない日々を送っていたが、友達づくりのため母親に勧められたサマーキャンプの迎えを待つ最中、他のガラクタと共に「アズーラ」の本を持ち去ったフクロウを追ううちに魔界へと迷い込んでしまった。その後同じく変わり者であるイーダとキングに出会い、ふたりの在り方に感銘を受けたことで、ここでなら自分のやりたいことを実現できると魔界で魔女修行を受けることを決意する。人間には魔力がないため魔法は使えないとされていたが、イーダから教わった魔法の中に見つけた魔法陣のパターンを紙に直接描いて光の魔法を使うことに成功するなど、未知数の可能性を秘めている。良かれと思って独断で行動しては騒ぎを起こすのがたまにキズだが、魔界の常識に囚われない自由な発想を活かして仲間たちの窮地を救う活躍を見せることも多い。『グロム・パーティー』の放映を機に、本作のクリエイターであるダナ・テラスはルースがバイセクシャルだということを明かした。
第39話では、アミティを抱き、最後にファーストキスをする。
イーダリン・"イーダ"・クロウソーン（Edalyn "Eda" Clawthorne）
声 - 笹島かほる  / 英 - ウェンディ・マリック
「ボイリング島でいちばん強力な魔女」を自称する"アウルレディ"。普段は人間界から仕入れたガラクタや自作の魔法薬を売って金稼ぎをしている。魔女であるにもかかわらずカヴンに属していないため様々な魔法を使いこなすことができるが、それが原因で(窃盗罪や違法に魔法を使った罪も含めて)指名手配されている。若い頃に姉のリリスによって呪いをかけられてしまったせいで、呪いの効果を抑える薬を飲むことを怠るとフクロウを思わせる見た目の巨大でどう猛なモンスターに変貌してしまう。頭など身体の一部を切り落とされても平気なようで、くっつけると元通りに治る(しかし手首が意図せずして外れることもよく起こり、本人曰く「歳取るとこうなる」とのこと)。またキラキラと輝くものに目がなく、寝床にしている巨大な巣の中にキラキラするものを集めている。呪いを抱えたことで家族や友人とも離れ孤独な生活を送っていたものの、まだ幼い頃のキング、そして新たにルースに出会ったことで彼らに対し家族の一員として愛着を感じるようになり、いずれ訪れるであろう別れのときを密かに恐れている。ワイルド魔法を忌み嫌う皇帝べロスにより石化の刑に処されかけたがルースの活躍で一命を取り留め、リリスの呪文のおかげで呪いを抑えることに成功するも、魔力を大幅に失ってしまう。シーズン2ではルースから改めて魔法を教わりつつ保護者として彼女へのサポートを続ける一方で、自分の中に巣食うアウルモンスターと和解し、ハーピーのような姿に変身できるようになった。
最終回では、ワイルド魔法大学を創設して学長になる。
キング・クロウソーン（King Clawthorne）
声 - 松本健太 / 英 - アレックス・ハーシュ
元魔界の王を自称する、イーダのルームメイトである妖魔。何かの頭蓋骨を被った犬のような見た目をしているが、他人から犬やペットとして扱われるのを嫌っている。しかし「かわいい」と言われるのは満更でもないらしく、本人も自分の愛くるしさを自覚しているような言動をとることもある。あらゆる妖魔のことについて詳しい知識を持っており、自作の図鑑を作っている。魔界の王として破壊や混沌を望む一方で、ぬいぐるみや甘いお菓子をよく好む。普段は素直に態度に出すことはないがルースやイーダのことを大切に想っており、彼女たちに甘やかしてもらったり、共に様々なことをするのがお気に入り。
その正体は、伝説の妖魔・タイタンの息子。卵の状態のまま永い時を経て奇跡的に現代に誕生したものの、既に彼の家族を含むタイタン達は、絶滅していると思われる。ただし、幼い故にそのことは幸か不幸か理解できていない。エクリプス湖に大昔に亡くなった父親タイタンの成れの果ての骨が巨大な化石(ボイリング島)となって横たわっており、霊となってキングを見守っているほか、かつて兄弟と思しき卵が孵った殻の跡がある。
フーティ（Hooty）
声 - 松本健太 / 英 - アレックス・ハーシュ
アウルハウスと一体化している妖魔であり、普段はドアノッカーのように玄関扉に顔がついている姿をしているが、必要とあれば自在に首を伸ばして周りに干渉することができる。
甲高い声が特徴なおしゃべりのお調子者で、自分の話を聞いてもらおうとよく他人に話しかけるものの、その態度からうんざりされてのけものにされることも多く、こっそり本人もそれを気にしている様子。
リリス・クロウソーン（Lilith Clawthorne）
声 - 塩谷綾子 / 英 - シシー・ジョーンズ
魔法使いの中でもエリート中のエリートとされる、ボイリング島の皇帝の元で使徒として活躍する魔法団「エンペラーズ・カヴン」のリーダーを務める魔女。イーダの姉にしてアミティの師匠でもある。カヴンに所属しないイーダに対して呆れながらも気遣う様子を見せる一方で、皇帝からの命令で彼女を捕らえることを画策していた。シーズン1終盤ではルースを人質にとり、イーダと激闘を繰り広げたのちついに彼女を捕らえるが、呪いを解くことを約束していた皇帝べロスの真の目的は、魔法を不正に使うイーダを見せしめに石化の刑に処すことだと知る。自分の過ちに気づいたリリスは皇帝を裏切りルースと共にイーダを救出し、幼い頃から使っていた、姉妹同士で痛みを分かち合う呪文をかけたことでイーダの呪いの暴走を防ぐことに成功する。代償として従来の魔力を失ったリリスはシーズン2からアウルハウスで暮らすようになり、イーダと共にルースから魔法を再び学びつつ、彼女たちと友好関係を築いていく。特に真っ先に友達になろうと歩み寄ってきたフーティとは大の仲良しになり、「フーティファー（Hootcifer）」（Hooty+Lucifer）という愛称で呼び、『恐れを断つ術』を機に母親のグウェンドリンと家族の時間を過ごすため一時的にアウルハウスを去ってからも、彼とは手紙でやり取りを続けている。アセクシュアル・アロマンティックの設定となっている。
シーズン2では、かつてイーダに掛けた呪いによりアウルモンスターに変身してイーダを止めようとしたりと自分が妹のイーダを傷つけてしまったことを後悔している面も見せる。シーズン3では、自分の中に巣食うアウルモンスターと和解し、イーダと同じ姿に変身できるようになる。

### ヘキサイド魔法魔術学校
ウィロー・パーク（Willow Park）
声 - 七瀬彩夏 / 英 - タティ・ガブリエル
ヘキサイドの生徒である、メガネをかけた内気な少女。両親からの願いで当初はアボミネーションコースを履修していたものの、結果を出せないまま試験を控えて悩んでいたところでルースと出会う。花をはじめとする植物が好きで、その上植物を操る魔法に優れているが、感情が昂ぶると魔法が暴走してしまう。ルースを学校に連れてきて騒ぎを起こしてしまった際にはかえってその才能を校長から認められ、それ以降は植物魔法コースを受けるようになった。同じ学校に通うガス、新たに出会ったルースと友達として良好な関係を築いている一方、かつて幼なじみの親友だったアミティとはとある理由で決別してしまった過去を持っている。しかしアクシデントでウィローの記憶が失われる危機に陥った際、ルースがアミティと共に事態を解決したことにより彼女と仲直りするきっかけを得た。二人の父親を家族に持つ。
オーガスタス・"ガス"・ポーター（Augustus "Gus" Porter）
声 - 柴田芽衣 / 英 - アイザック・ライアン・ブラウン
ヘキサイドの生徒である少年。人間のことに興味津々で、かなり偏った人間に関する知識や自分なりに用途を推測した人間界の品物などを携え「人間鑑賞クラブ」の部長も担当している。初めて実際に出会った人間であるルースから名付けてもらった「ガス」という愛称を「人間のあだ名」としてとても気に入り、それから友達として仲良くするようになった。瞬間移動や分身を作るなどのイリュージョン魔法を扱うことを得意としている。シーズン2では思春期を迎え、声変わりし身長もルースやウィローに並ぶくらいに伸びた上、イリュージョンの魔法使いたちの墓地を荒らすライバル校・グランダスの生徒たちを撃退するほどの大規模な幻影も操れるほどにまで成長を見せた。
アミティ・ブライト（Amity Blight）
声 - 中井美琴 / 英 - メイ・ホイットマン
ヘキサイドの生徒で、泥人形のような存在であるアボミネーションを使役する魔法に長けている少女。その実力はアボミネーションコースのトップ・スチューデントになるほどだが、ウィローのためアボミネーションのフリをして学校に潜入したルースのせいでトップ・スチューデントの座を奪われたことで、出会った当初は彼女に対し嫌悪感を抱き、その後も人間の分際で魔女になろうとするルースを見下していた。しかし仲良くしようと自分に歩み寄り、時には共に協力し危機を乗り越えていく彼女の様子に態度を改め心を開いていき、ついには彼女に対し今まで感じたことのない特別な想いを抱くようになっていく。感情が昂ぶると失神しそうになるくらい顔が真っ赤になる。ボイリング島の図書館に自分の日記を隠しておくための秘密の書斎を持っており、実は「よい魔女 アズーラ」シリーズのファンでもある。
シーズン2では髪型が変わり、緑色に染めていた髪をライラック色（アボミネーションの色）に染め直している（地毛は茶色）。
第39話では、戻ってきたルースを抱き、最後にファーストキスをする。
バンプ校長（Principal Hieronymus Bump）
声 - 中野泰佑 / 英 - バンパー・ロビンソン
ヘキサイドの校長先生。学校の秩序と生徒を守る強力な魔法使いで、騒ぎを起こす生徒を厳しく糾弾する一方、場合によっては規則に縛られない対処を施してくれる物腰の柔らかい一面も見せる。かつてこの学校に通っていたイーダのこともよく知っているが、問題行為を次々と起こす彼女には相当手を焼いていたらしい。魔法団の大会にて司会を務めることもある。
ボッシャ（Boscha）
声 - 七瀬彩夏 / 英 - エデン・リーゲル
ヘキサイドの生徒である嫌味な性格の三つ目の少女。気に入らない相手をバカにしては同級生の女子たちとよくつるみ、SNS「ペンスタグラム」に夢中な生活を送る一方で、グラグビーのキャプテンも務めている。
エミラ・ブライト（Emira "Em" Blight）
声 -  / 英 - エリカ・リンドベック
アミティの姉でエドリックとは双子であるヘキサイドの生徒。16歳。いつもエドリックとイタズラをしたりアミティにちょっかいを出している。ふざけてアミティを呆れさせることはしょっちゅうだが、彼女がルースへの想いを吐露した際にはそれをサポートする姿勢を見せた。怖いことはエドリックといつまでも一緒にいる羽目になること。元々イリュージョンクラスのみだったが、シーズン2終盤にヒーリングクラスも加えて受講することとなった。シーズン2の中盤、隠蔽石を使用して本当の姿を隠していたことが明らかになる。本当の姿では、顔にニキビがあり、髪はボサボサだったが、エドリックに比べ、そこまで隠していないようだった。Disney TVAの公式Twitterによるとエミラはエドリックより年上であることがわかる。
エドリック・ブライト（Edric "Ed" Blight）
声 -  / 英 - ライアン・オフラナガン
アミティの兄でエミラとは双子であるヘキサイドの生徒。エミラと同様に、16歳。札付きのトラブルメーカーだが妹のアミティのことは大事に思っている。三兄妹で魔法の合宿に出かけた際は雪を食べようとしたり、食事にするはずだったコウモリを飼おうとしたり子どもっぽい言動を見せた。怖いことは一人ぼっちになること。もともとイリュージョンクラスに所属していたが、シーズン2後半には、イリュージョンに加え、猛獣使い、魔法薬のクラスも受講することになった。
エドリックはエミラの弟に当たる。シーズン2初期にデート相手の母親に間違えてポエムを送り、それを挽回するために図書館でスキンケアを調べるなどの姿も見られる。
その後、今まで隠蔽石で本当の姿を隠していたことが明かされた。本当の姿では、鼻の下に髭が生え、黄色いシャツにスウェットパンツ、四角い眼鏡をかけて、髪をヘアバンドで束ねていた。自分自身が役にたつことで、イーダに認められたことを嬉しく思っている。

### 皇帝とカヴンのリーダーたち
皇帝べロス（Emperor Belos）
声 -  / 英 - マシュー・リス
本作のディズニーヴィランズの一人。
魔法使いを憎み抹殺を企んでるボイリング島を治める皇帝。
その正体は、ルースと同じ人間界から来たフィリップ・ウィッテベーンという人間で、デッドワーディアン時代（人間界では1600年代半ば）にコネチカット州グレイブスフィールドからボイリング島に流れ着いた。もともと魔法使いと魔法を強く憎んでいた（兄のケイレブが本物の魔女のエブリン・クロウソーンと恋に落ちてしまい、ひとり残された）彼は、魔法使いたちの人間に対する偏見によって疎外され、さらに恨みを募らせ、フィリップはやがて島の魔法使い全員を抹殺し、彼らの邪悪さから人類を救おうと企むようになる。
この陰謀を実行するため、フィリップはベロスという名の魔法使いとして新たな身分を得ることになる。彼は魔法使いたちに、自分には島と話す能力があること、彼らが魔法を混ぜて悪用していること、そしてその権利があるのは自分だけであることを主張し、魔法使いたちを納得させ、魔法使いの魔法と知識の使用を制限するために魔法団カヴンの制度を作り、抵抗する者は大きな罰を受けるとされた。それからしばらくして、彼は島々の皇帝に任命され、欺瞞に気づかないすべての人々の尊敬と献身を集めた。皇帝として、彼は自分の集会と彼の創造物（兄を元に魔法で作り出したクローン）であるゴールデン・ガード達の保護を受けながら、自分の城から島々を支配し、そこで "統一の日 "の準備をした。"統一の日"とは、彼が魔法使いたちに対するすべての目標を達成することを望むイベントであり、その策略のもとでは島々のすべての人に楽園をもたらすことになる。（実際はコレクターから教わった吸収魔法を使って島の住人全てを抹殺する計画）
外見は角のようなマスクを被っているが、若い頃は、中肉中背で色白の肌の男性で、尖った鼻を持ち、肩まである長い茶髪をポニーテールにし、頭皮の上で数本の髪をルーズにまとめている。あごは小さく、淡いブルーの目をしている。エクリプス湖への旅の間、フィリップはあごに短い剛毛を数本生やし、時間が経つにつれて髪は背中まで伸びる。さらにボイリング島に滞在するようになると、外見は無精髭のようになり、後に髭が生える。のちにリリスに鼻を折られ、鼻筋が曲がって腫れる。彼の腕にはいくつかのグリフ・シンボルが刻まれている。晩年は青白い顔色、水色の目、しわくちゃの唇、肩まで届く無骨なアッシュブロンドの長髪を持つ老人になっている。フィリップが物理的に耳を切りそろえた結果、彼の耳は魔法使いの耳のように尖り、左耳には切り込みがある。最も目立つのは、かつてリリスがつけたバジルグリーンの大きな傷跡で、数々の使い魔の力を長い間吸い続けた結果（フィリップのときから吸っていた）、顔から首にかけて走っている。ベロスの目の虹彩は時折鮮やかな青色に輝き、マスクの影になった眼孔から見えることがある。消費された使い魔のエッセンスが暴れ始めるたびに、ベロスの身体は茶色と緑色のヘドロのような物質に大きく不安定化し、常にヘドロを垂れ流しながら不釣り合いに長い手足を持ち、長い角が生え変形した骸骨のような怪物へと変貌する。人間の特徴を保っているのは、髪と青い目だけである。
ベロスはルースをボイリング島に導いたポータルを要求するために彼女を探した。ポータルの断片を手に入れることに成功したベロスは秘密裏に人間界へのポータルの再構築を開始し、同時に「統一の日」のための準備を開始した。コレクターがベロスのヘドロのような肉体を破壊し、ベロスの陰謀は失敗に終わるが、ベロスの遺体は脱出の際にハンターの肩に一雫乗っかり、最後の最後でポータルを通過する。人間界に戻ったベロスは弱体化した状態で、魔界に戻り、そこですべての生命を終わらせる計画を再開するまでの時間を待った。そして、ルースとその友人たちが彼を阻止しようと試みたにもかかわらず、ベロスは魔界に戻ることに成功した。しかし、彼の怪物のような姿が崩れ続けたため、ベロスは生き残るために新たな宿主である吟遊詩人の魔法使い、レイン・ウィスパーズに憑依することを余儀なくされ、最初は彼を揺さぶってトリオに最悪の悪夢を体験させ、後には彼らとゲームをすることで、再びコレクターを自分の都合のいいように操ることができるようになった。彼はそれを目くらましにしてタイタンの中枢に入り込み、巨大な怪物に変身してボイリング島を滅ぼしかけた。しかし、タイタンの力を得たルースとその仲間たちによって再び阻止される。無力になった彼はルースに贖罪のフリをしようとするが、煮えたぎる雨（魔界では雨は沸騰している）によって溶けてなくなり、イーダ、キングが彼の亡骸を踏みつけ、ボイリング島での恐怖の支配は永久に終わりを告げた。
キキーモラ（Kikimora）
声 - 七瀬彩夏 / 英 - メラ・リー
皇帝の補佐役。上からの指示には忠実で、強い地位を欲しがっている。普段は服で口が隠れているが、牙がある。
ハンター（Hunter）
声 - 汐谷文康 / 英 - ゼノ・ロビンソン
エンペラーズ・カヴンの新たなリーダー、ゴールデン・ガードを務める少年。
皇帝ベロスの大義を賛美し主張する一方で、権威的で自信に満ちた人格を演じていた。しかし、彼はベロスよりものんびりとした性格で、時には喜劇的で鼻につく台詞を言うこともある。高い地位と上流階級の身分にもかかわらず、私利私欲のために権力を利用することはなく、皇帝の命令によってのみ権力を行使する。ベロスに対しては深い尊敬と愛情を示すが、それ以外の人間に対してはかなりの思い上がりとエゴイズムを示すため、多くの同胞から嫌われている。
その正体は、ベロスが兄のケイレブを元に魔法で作り出したクローン。
最終回では、クロウソーン家の養子になり養父のデルから魔除け作りを教わっている。
レイン・ウィスパーズ（Raine Whispers）
声 - 林大地 / 英 - アヴィ・ローク
吟遊詩人カヴンの新たなリーダーという表の顔を持つ一方、その裏で正体を隠し、魔法を取り締まる皇帝の手先に反旗を翻す吟遊詩人の魔法使い集団「ザ・バッツ」を率いるイーダの旧友。ノンバイナリーの設定になっている。
ダリウス・ディアモンヌ（Darius Deamonne）
声 -  / 英 - ケストン・ジョン
アボミネーションカヴンのリーダーを務める自惚れ屋な男性。ハンターのことを手荒くあしらうこともあるが、頑張ったときは感心し、「もう16歳だろ」とスマホをプレゼントするなど面倒見のいい一面もある。暇なときは目にキュウリを貼ったりしており、美容にも気を遣っている様子。先代のゴールデン・ガードに教育を受けていた。ヘキサイド魔法学校の卒業生。
エバーウルフ（Eberwolf）
声 -  / 英 - カリ・ワールグレン
モンスター使いカヴンのリーダーを務める小柄な獣人。エバーウルフはまた、皇帝ベロスの「統一の日」計画を阻止するためにレイン・ウィスパーズが結成した抵抗組織「玉座に抗する集会」のメンバーでもある。

### その他のキャラクター
アウルバート（Owlbert）
イーダのフクロウの使い魔である。ルースが最初に出会った魔界の住人であり、彼女がボイリング島にたどり着いた最初の理由でもある。元々はイーダの父親のデルと一緒に作った魔除け。
タイニー・ノーズ（Tinella "Tiny Nose" Nosa）
声 - 柴田芽衣 / 英 - ダナ・テラス
本作のクリエイターであるダナ・テラス自身をモデルにした、大きな鼻のついた顔に手足が生えたような見た目をした妖魔。陰謀論にどっぷり浸かり破壊衝動を抱えている変わり者。『作家デビュー！』のラストで小説を出版していることが描かれている。
バット・クイーン（Bat Queen）
声 -  / 英 - イザベラ・ロッセリーニ

カミラ・ノセダ（Camila Noceda）
ルースの母親。行方不明になっていたルースをとても心配して、再会したときには涙を流して喜び、魔法界のルースの友達も快く受け入れた。
グウェンドリン・"グウェン"・クロウソーン（Gwendolyn "Gwen" Clawthorne ）
声 - 根本圭子 / 英 - デブ・ドーザー
イーダとリリスの母親で、イーダのことを「魔女っ子ちゃん（Little Witchlet）」、リリスのことを「リスっ子ちゃん（Sweet Flea）」と呼んでいる魔女。モンスター使いカヴンに所属している。
デル・クロウソーン（Dell Clawthorne）
グウェンドリンの夫であり、リリスとイーダの父親、そしてキングの養父である。右目を喪失している。（これは、イーダが幼い頃に呪いによりアウルモンスターに変身した際に負傷してしまった）かつては、魔除け作りの天才だったがワイルド魔法を使っていたことで迫害され、その際イーダを庇い、左手を負傷してしまい彫り物師を引退してしまう。現在は、魔除けの原木を育てている。最終回でハンターを養子に迎えた。
コレクター（The collector）
声 - 根本圭子
ベロスが解放しようとしていた存在。人間でも魔法使いでもない星の子ども。かつて、兄弟のアーキフィスト（記録する者）達に魔界へ追放され妖獣・タイタン達と遊んでいたがタイタンの力を恐れた兄弟達によりタイタンを滅ぼされ、さらにもっとも強い力を持っていた最後のタイタン（キングの父親）により封印されてしまうと言う悲しい過去を持つ。作中で最強クラスの力を持つ。（月を窓から指先で動かすなど）子どもなので、つまらないことが大嫌いで、楽しい遊びが好き。
ケイレブ・ウィッテベイン（Caleb Wittebane）
故人。ベロスことフィリップの兄であり、イーダ達クロウソーン家の先祖でもある。かつて、弟のフィリップと一緒にグレイブスフィールドに流れ着いた際、村人と一緒に魔女狩りに参加するも、魔女エブリン・クロウソーン（外見はイーダに似ている）に恋に落ち、彼女と一緒に魔界に行き暮らすようになる。しかし、魔界へやって来た弟のフィリップと口論となり、エブリンを庇い亡くなる。イーダが大切にしている赤いキツツキの魔除け（後にルースが、フラップジャックと名付けハンターの使い魔になる）は、元々エブリンがケイレブのために作成した物。

## 用語
ボイリング島 (Boiling Isles)
伝説の妖魔・タイタンの亡骸の上にできた、多くの魔法使いや様々な種類の妖魔たちが過ごしている魔界の島。グリフィン、ヴァンパイア、そしてキリンなどをはじめ、人間界における神話や伝説はここからやって来た妖魔が元になっているという。
カヴン(魔法団) (Coven)
植物やアボミネーション、イリュージョンに建築などといった代表的な9つの区分をメインに形成されるそれぞれの魔法を専門に扱う集団。それぞれのカヴンが独自の個性を持つ一方、カヴンに所属することになった魔法使いは誓いにより今後そのひとつの種類の魔法しか使えないようになってしまう。魔法はワイルドで予想がつかないからこそ魅力があると考えるイーダはこれのどれにも属しておらず、自ら作った「バッドガール・カヴン」の一員であることを自称している。
ヘキサイド魔法魔術学校 (Hexside School of Magic and Demonics)
ボイリング島にある魔法使いを目指す学生たちの通う学校。この学校で受講できるコース分けはカヴンの種類に準じている。荘厳なつくりをしている一方、時間を知らせるベルや生徒用ロッカーなど魔物を思わせる生きているような設備や施設も見受けられる。スポーツの試合などでは他校との激しいライバル争いを見せる。

### 魔法
ベール・サークズ（Bile Sacs）
最も一般的な魔法の源。
グリフ魔法（Glyph Magic）
魔法の別の形式はグリフとして知られる記号として現れる。「タイタンズ」として知られる古代の種族に由来する。
光魔法（Light Magic）
円の中に大きな三角形が描かれ、その上に小さな三角形と円が描かれている。真ん中に長い線があり、小さな線が2本あり、大きな三角形の中に並んでいる。
氷魔法（Ice Magic）

植物魔法（Plant Magic）

火魔法（Fire Magic）

杖

人造魔法（Artificial Magic）

### キーワード
アズーラ
ルースがあこがれているファンタジー小説の中の魔女。
牢獄
陰謀論をとなえた者や、野菜の擬人化小説を書くような"変人"を収監している。
魔除け
フクロウや蜂、猫、小鳥といった小動物の見た目をしている、魔法使いたちの相棒。魔法の杖に変身することができる。俗に言う使い魔。「神木」と呼ばれる貴重な木材を動物の形に彫ることで誕生する。しかし、多くの魔除けや「神木」のほとんどは、ベロスが自分の延命の為に使ってしまいあまり残っていない。イーダの家系「クロウソーン家」は代々エブリン・クロウソーンから魔除け作りをしている由緒ある家系でもある。
タイタン
伝説の妖魔で、巨大な見た目をしている。魔法使い達に狩り尽くされ、残るは亡骸がボイリング島の土台となったタイタンのまだ幼い息子1匹（キング）であるといわれている。
アウルモンスター
イーダが呪いにより変身したフクロウのような妖魔。その正体は、太古の時代に生きていた妖魔だったが、コレクターの兄弟たちにより、その魂を巻物に封じられボイリング島に流れ着き、それを手に入れた商人により売られ姉のリリスがその巻物を買い、それを使いイーダの身体にアウルモンスターの魂が宿ってしまう原因を生んでしまう。またアウルモンスター自身は、強烈な光やコレクターの兄弟たち対して恐怖心を持っている。
グリムウォーカー
ベロスが兄のケイレブの遺伝子から生み出されたクローンベビー兵である。ハンターや他のゴールデンガード達も同じグリムウォーカーの一種である。

## 各話リスト

### シーズン1
| 話数 | サブタイトル             | 原題                                 | 放送日         | 放送日         |
| ---- | ------------------------ | ------------------------------------ | -------------- | -------------- |
| 1    | ウソつき魔女と怒りの番人 | "A Lying Witch and a Warden"         | 2020年 1月10日 | 2020年 7月23日 |
| 2    | 魔法使いの試練           | "Witches Before Wizards"             | 1月17日        | 8月10日        |
| 3    | ルースと魔法学校         | "I Was a Teenage Abomination"        | 1月24日        | 8月17日        |
| 4    | 侵入者は誰だ             | "The Intruder"                       | 1月31日        | 8月24日        |
| 5    | 魔法団の大会             | "Covention"                          | 2月7日         | 9月6日         |
| 6    | フーティの動く家         | "Hooty's Moving Hassle"              | 2月21日        | 9月13日        |
| 7    | 文字の魔力               | "Lost in Language"                   | 2月28日        | 9月27日        |
| 8    | 肉体交換                 | "Once Upon a Swap"                   | 3月6日         | 12月20日       |
| 9    | ウソとワナ               | "Something Ventured, Someone Framed" | 3月13日        | 12月27日       |
| 10   | 逃げたアウルバート       | "Escape of the Palisman"             | 3月20日        | 2021年 1月30日 |
| 11   | 作家デビュー！           | "Sense and Insensitivity"            | 7月11日        | 4月24日        |
| 12   | 新しい魔法               | "Adventures in the Elements"         | 7月18日        | 4月24日        |
| 13   | 初めての日               | "The First Day"                      | 7月25日        | 5月9日         |
| 14   | ちっちゃい大問題         | "Really Small Problems"              | 8月1日         | 5月16日        |
| 15   | ウィローの記憶           | "Understanding Willow"               | 8月1日         | 5月23日        |
| 16   | グロム・パーティー       | "Enchanting Grom Fright"             | 8月8日         | 5月30日        |
| 17   | スポーツで対決！         | "Wing It Like Witches"               | 8月15日        | 7月17日        |
| 18   | 魔女の苦しみ             | "Agony of a Witch"                   | 8月22日        | 11月3日        |
| 19   | 二人の絆                 | "Young Blood, Old Souls"             | 8月29日        | 11月3日        |

### シーズン2
| 話数 | サブタイトル                 | 原題                                     | 放送日         | 放送日        |
| ---- | ---------------------------- | ---------------------------------------- | -------------- | ------------- |
| 20   | それぞれの思い               | "Separate Tides"                         | 2021年 6月12日 | 2022年 2月8日 |
| 21   | 退学取り消し大作戦           | "Escaping Expulsion"                     | 6月19日        | 2月15日       |
| 22   | 記憶の呼び声                 | "Echoes of the Past"                     | 6月26日        | 2月22日       |
| 23   | 恐れを断つ術                 | "Keeping up A-fear-ances"                | 7月3日         | 3月1日        |
| 24   | 悩ましきイリュージョン       | "Through the Looking Glass Ruins"        | 7月10日        | 3月8日        |
| 25   | 魔除けを狩る者               | "Hunting Palismen"                       | 7月17日        | 3月15日       |
| 26   | イーダのレクイエム           | "Eda's Requiem"                          | 7月24日        | 3月22日       |
| 27   | なんでも解決、お助けフーティ | "Knock, Knock, Knockin' on Hooty's Door" | 7月31日        | 3月29日       |
| 28   | エクリプス湖                 | "Eclipse Lake"                           | 8月7日         | 4月5日        |
| 29   | 過ぎ去りし嘘                 | "Yesterday's Lie"                        | 8月14日        | 7月6日        |
| 30   | カヴン・デー・パレード大作戦 | "Follies at the Coven Day Parade"        | 2022年 3月19日 | 7月13日       |
| 31   | タイムプールで時間の旅       | "Elsewhere and Elsewhen"                 | 3月26日        | 7月20日       |
| 32   | 嵐を呼ぶスポーツ             | "Any Sport in a Storm"                   | 4月2日         | 7月27日       |
| 33   | 打ち明けた思い               | "Reaching Out"                           | 4月9日         | 9月7日        |
| 34   | 人生そんなものさ             | "Them's the Breaks, Kid"                 | 4月16日        | 9月14日       |
| 35   | 空っぽの心                   | "Hollow Mind"                            | 4月23日        | 9月21日       |
| 36   | 世界の果て                   | "Edge of the World"                      | 4月30日        | 9月28日       |
| 37   | 迷宮の逃走者たち             | "Labyrinth Runners"                      | 5月7日         | 11月23日      |
| 38   | タイタン どこにいる？        | "O Titan, Where Art Thou"                | 5月14日        | 11月23日      |
| 39   | イヤな予感                   | "Clouds on the Horizon"                  | 5月21日        | 11月23日      |
| 40   | キングの大きな決断           | "King's Tide"                            | 5月28日        | 11月23日      |

### シーズン3
| 話数 | サブタイトル     | 原題                    | 放送日          | 放送日        |
| ---- | ---------------- | ----------------------- | --------------- | ------------- |
| 41   | みんなのおかげで | "Thanks to Them"        | 2022年 10月15日 | 2023年 4月8日 |
| 42   | 未来のために     | "For the Future"        | 2023年 1月21日  | 7月30日       |
| 43   | 夢と現実         | "Watching and Dreaming" | 4月8日          | 10月1日       |

## 日本語版制作
- 翻訳 - 亀井玲子, 堀江真理
- 演出 - 飯塚康一
- 録音制作 - HALF H・P STUDIO
- 日本語版制作 - Disney Character Voices International,Inc.

## 特別放送概要
ディズニー・チャンネル内での特別編成では、新エピソードや特別エピソードが放送されている。
アウルハウス 新作ビックリ大放送（2021年1月30日）
『逃げたアウルバート』が日本初放送として放映された。
新作アウルハウス 入学準備サタデー（2021年4月24日）
『作家デビュー！』『新しい魔法』が日本初放送として放映された。
アウルハウス 新作サタデー（2021年7月17日）
『スポーツで対決！』が日本初放送として放映された。
新作アウルハウス！まるごと大放送（2021年11月3日）
『魔女の苦しみ』『二人の絆』が日本初放送として放映された。
新作アウルハウス！マジカル大放送（2022年11月23日）
『迷宮の逃走者たち』『タイタン どこにいる？』『イヤな予感』『キングの大きな決断』が日本初放送として放送予定。

## 制作
本作のクリエイター兼製作総指揮を務めるダナ・テラスはバイセクシャルであり、初期構想の段階からLGBTQの子どもをメインキャラクターに据えることを計画していた。当初、ディズニーの上層部はこのようなキャラクターを出すことに消極的だったが、テラスの熱心な説得の末に受け入れられた。そして、本作の主人公・ルースは、ディズニー作品では初めてのバイセクシャルのキャラクターとなった。物語の中においてルースは男性のキャラクターに恋する場面もあれば、女性キャラクターのアミティと一緒にプロムで踊る場面も存在する。
シーズン2の放送に先立ってシーズン3への更新が発表されたが、その後シーズン3が最終シーズンとなり各1時間の3つのエピソードから構成される特別な編成となることが判明した。これはディズニー上層部がこの作品に対して「ディズニー・ブランドにふさわしくない」と判断したためである。本作のクリエイターのダナ・テラスは、最終話が放送される2023年4月を待たずして2023年3月にディズニーを辞めたと表明した。

## 反響

### LGBTQ当事者からの反響
テラスが2020年8月9日に自身がバイセクシャルであることをTwitter上で公表した際、リプライ欄には感謝の言葉や、子どものころに本作のような作品があればよかったという声が寄せられた。